# Heriberto Morales
Heriberto Ramón Morales Cortés (ur. 10 marca 1975 w Morelii) – meksykański piłkarz występujący na pozycji lewego obrońcy.

## Kariera klubowa
Morales pochodzi z miasta Morelia i jest wychowankiem tamtejszego zespołu Monarcas Morelia. W meksykańskiej Primera División zadebiutował 27 sierpnia 1995 w zremisowanym 2:2 meczu z Atlante, natomiast pierwszego gola w najwyższej klasie rozgrywkowej strzelił 22 maja 1997 w wygranej 1:0 konfrontacji z Guadalajarą. Szybko wywalczył sobie miejsce w wyjściowym składzie i w sezonie 1997/1998 na zasadzie wypożyczenia występował w CF Monterrey. Nie odniósł z nim jednak większych sukcesów, po roku powracając do Morelii. Tam, jako podstawowy zawodnik pierwszej jedenastki, wywalczył premierowe w dziejach klubu mistrzostwo Meksyku w sezonie Invierno 2000. W jesiennych rozgrywkach Apertura 2002 zanotował z kolei tytuł wicemistrzowski i doszedł do finału Pucharu Mistrzów CONCACAF. Barwy Morelii reprezentował łącznie przez niemal siedem lat, zdobywając pięć bramek w 216 ligowych spotkaniach.
Wiosną 2003 Morales przeszedł za sumę 1,15 miliona euro do jednego z najbardziej utytułowanych klubów w kraju – Chivas de Guadalajara. Spędził tam rok, po czym został zawodnikiem Jaguares de Chiapas. W ekipie z siedzibą w mieście Tuxtla Gutiérrez występował za to przez ponad trzy sezony i w wieku 32 lat zdecydował się zakończył piłkarską karierę. W późniejszym czasie przez krótki czas trenował czwartoligowe rezerwy Jaguares, po czym powrócił do Morelii w roli dyrektora sportowego.

## Kariera reprezentacyjna
W seniorskiej reprezentacji Meksyku Morales zadebiutował 25 października 2000 w przegranym 0:2 meczu towarzyskim ze Stanami Zjednoczonymi. Rok później został powołany przez selekcjonera Javiera Aguirre na turniej Copa América, gdzie był podstawowym zawodnikiem kadry narodowej, występując w pięciu spotkaniach, natomiast Meksykanie doszli ostatecznie do finału, przegrywając w nim z Kolumbią. Swój bilans reprezentacyjny Morales zamknął na jedenastu rozegranych spotkaniach bez zdobytego gola.